# 강서구 (1992년 부산 선거구)
강서구는 대한민국의 옛 국회의원 선거구이다, 당시 부산광역시 강서구의 전 지역을 관할했다.

## 역사
1989년 1월 1일, 부산직할시 북구 대저동·강동동·명지동, 경상남도 김해군 녹산면·가락면, 경상남도 의창군 천가면 지역에 부산직할시 강서구가 설치되었다. 이에 제14대 국회의원 선거를 앞두고 강서구 선거구가 신설되었다.
제15대 국회의원 선거를 앞두고 북구의 일부 지역과 합쳐지게 되며 북구·강서구 을 선거구를 형성하게 됨에 따라 폐지되었다.

## 역대 국회의원
| 선거   | 정당 | 정당       | 의원   |
| ------ | ---- | ---------- | ------ |
| 1992년 |      | 민주자유당 | 송두호 |

## 역대 선거 결과

### 대한민국 제14대 국회의원 선거
|  | 53.62% |

|  | 17.72% |

|  | 10.48% |

|  | 9.24% |

|  | 8.92% |